# Janjucetus hunderi
Janjucetus hunderi (лат.) — ископаемoe китообразное, единственный представитель рода Janjucetus. Известен по единственному экземпляру, обнаруженному у берегов Австралии в отложениях, датируемых верхним олигоценом. С филогенетической точки зрения Janjucetus относится к усатым китам, но морфологически он весьма не типичен для представителя этого парвотряда. Этот кит отличается небольшими размерами (около 3,5 м в длину), огромными глазами, расположенными высоко на черепе, наличием зубов и отсутствием китового уса. По имеющимся данным, Janjucetus был хищником, который охотился на крупную одиночную добычу (в отличие от прочих усатых китов, которые питаются, фильтруя из морской воды мелких животных). Открытие Janjucetus позволило прояснить некоторые вопросы в области эволюции китообразных.

## История открытия
Единственный ископаемый представитель вида, известный науке на сегодняшний день, был обнаружен в конце 90-х годов XX века подростком-сёрфером С. Хандером (S. Hunder) на побережье Австралии, неподалёку от городка Жен-Жак (Jan Juc) (штат Виктория). Он передал находку в университет Монаша, где в 2003 году она заинтересовала местного исследователя Е. Фицджеральда, который опубликовал в 2006 году первое описание этого ископаемого кита. Голотип животного (NMV P216929) включает в себя практически весь череп (в том числе челюсти, зубы и основание подъязычной кости (basihyal)), три первых шейных позвонка, пару рёбер, лопатку и лучевую кость. Голотип хранится в музее Виктория.
Своё родовое название — Janjucetus — это животное получило в честь городка Жен-Жак, в котором оно было обнаружено, + лат. cetus — кит. Свой видовой эпитет — hunderi — этот кит получил в честь своего первооткрывателя.

## Описание

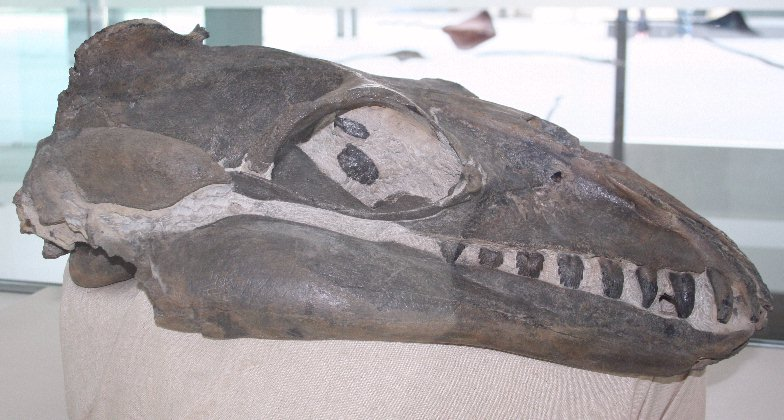
Реконструкция черепа Janjucetus

Кондилобазальная длина черепа животного составляла 46 см (соединённые швы черепа указывают на то, что голотип принадлежит взрослому представителю вида). Череп был относительно широким за счёт крупных височных костей. Основываясь на известных пропорциях тела китообразных, можно предположить, что длина тела Janjucetus не превышала 3,5 м. Рострум Janjucetus был укороченным спереди (его длина составляла около 38 % от длины черепа) и имел треугольную форму с широким основанием (характеристики, свойственные усатым, а не зубатым китам). Однако в отличие от последних рострум Janjucetus не был сплющен по дорсовентральной оси. Janjucetus обладал огромными для китообразного глазами: отношение диаметра глазниц к длине черепа составляет у него 24 %. Кроме того, у этого кита глазницы располагались намного выше на черепе, чем у других известных усатых китообразных. Челюсти Janjucetus занимали четыре пятых длины рострума. Предчелюстная кость нависала над челюстью, и на её переднем конце располагались резцы. На нёбе не были обнаружены структуры, сопутствующие китовому усу, из чего исследователи сделали вывод, что у этого животного китового уса не было даже в зачаточном состоянии. Не вполне ясно, было ли у Janjucetus два или три резца. Поэтому его зубная формула выглядит как: I2, или I3/I2, или I3; C1/C1; P4/P4; M2/M3. Моляры и премоляры имели два корня каждый и несли вспомогательные зубчики.

## Образ жизни

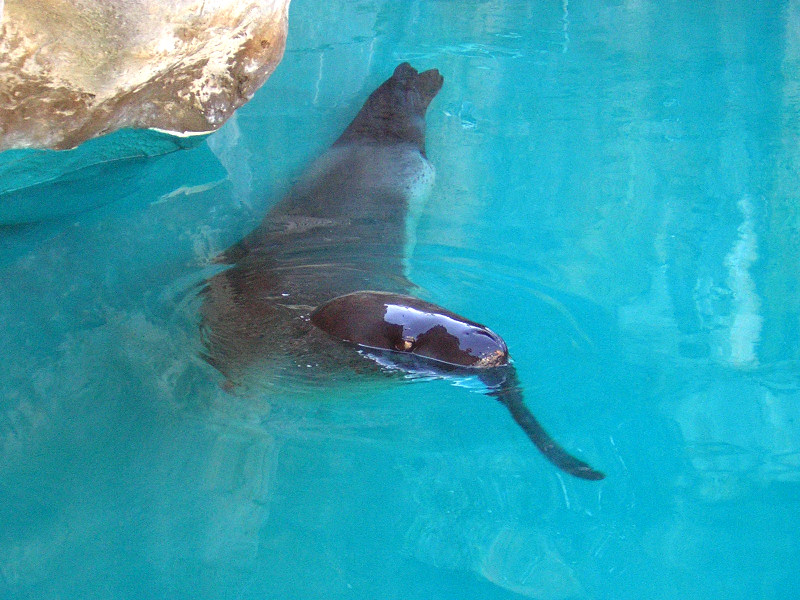
Морской леопард охотится на рыбу

Морфологические характеристики Janjucetus указывают на то, что он не был фильтратором планктона, как современные усатые киты, а охотился на крупную добычу подобно современному морскому леопарду. Современные усатые киты имеют небольшие глаза, расположенные по бокам черепа, что, предположительно, связано с тем, что для питания планктоном не требуется хорошо развитое зрение. В то же время большие размеры глазниц Janjucetus и их расположение высоко на черепе указывают на то, что для него хорошее зрение играло важную роль. Зубатые киты обладают способностью к эхолокации, которой пользуются для поиска добычи. На черепе Janjucetus не были обнаружены структуры, сопутствующие эхолокации, что дополнительно указывает на важность зрения для этого кита.
Предположение, что зубы Janjucetus служили для фильтрации, как было доказано для китов из группы археоцетов (вымерших усатых китов, обладающих зубами и китовым усом разной степени развитости), не подтверждается их морфологией. У Janjucetus не было обнаружено никаких признаков китового уса, а зубы расположены так, что они могут смыкаться и перетирать пищу, но не образуют решётку, подходящую для фильтрации. Кроме того, на зубах были обнаружены следы изношенности, указывающей на перемалывание пищи.

## Эволюция и филогенез

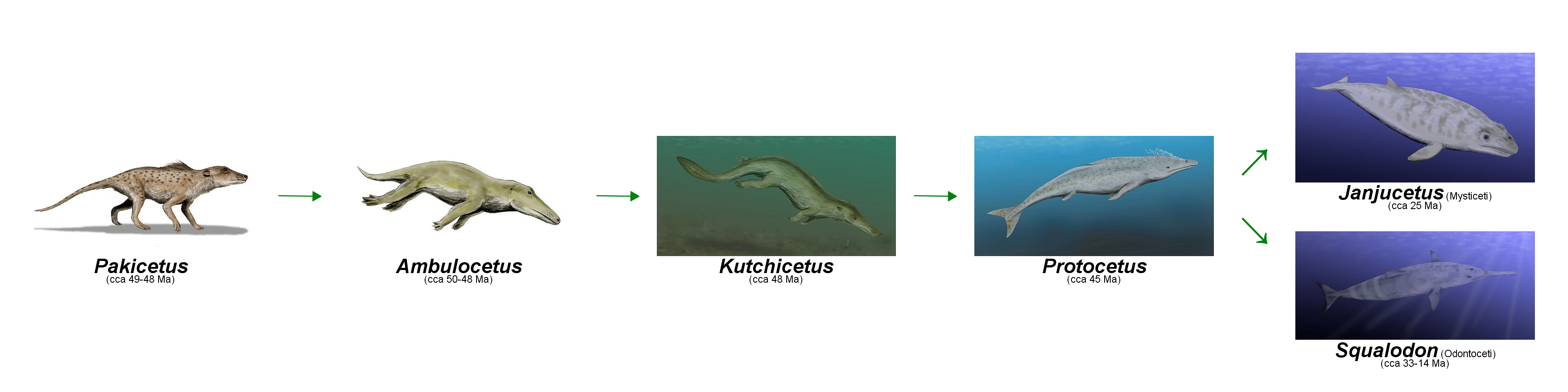
Эволюция китообразных. Представленные виды не считаются непосредственными предками последующих, но, учитывая их филогенетическую позицию, вероятно, были схожи с истинными предками, установление которых затруднительно в связи с тем, что палеонтологическая летопись обычно не сохраняет достаточное количество промежуточных звений, которые доказывали бы происхождение от одних конкретных видов других.

Голотип животного был найден в отложениях, датируемых верхним олигоценом (хаттский век, 28,1—23,03 миллионов лет назад).
Несмотря на то что внешне Janjucetus напоминает зубатых китов гораздо больше, чем усатых, по результатам кладистического анализа 266 морфологических признаков 26 таксонов китообразных Janjucetus был классифицирован как базальный представитель усатых китов. Он разделяет с прочими усатыми китами две ключевые синапоморфии:
- Его скуловые отростки верхней челюсти направлены латерально и чётко отграничены от ростральной части челюсти (их передние поверхности соединяются с ней под больши́м углом).
- Его базиокципитальные гребни (расположены на вентральной стороне затылочной области черепа) широкие и выпуклые[1].

Вместе с тем, согласно этому анализу, Janjucetus не является наиболее базальным представителем усатых китов.
В первоначальном описании Janjucetus, в свете его морфологических особенностей, был отнесён к отдельному семейству усатых китов — Janjucetidae, но проведённая несколько лет спустя ревизия данных позволила объединить его с другим базальным усатым китом, Mammalodon colliveri, в семейство Mammalodontidae.
Дальнейший анализ указывает на возможность монофилетической клады включающей в себя Mammalodontidae и  Aetiocetidae.